# High Definition Multimedia Interface

HDMI-Logo

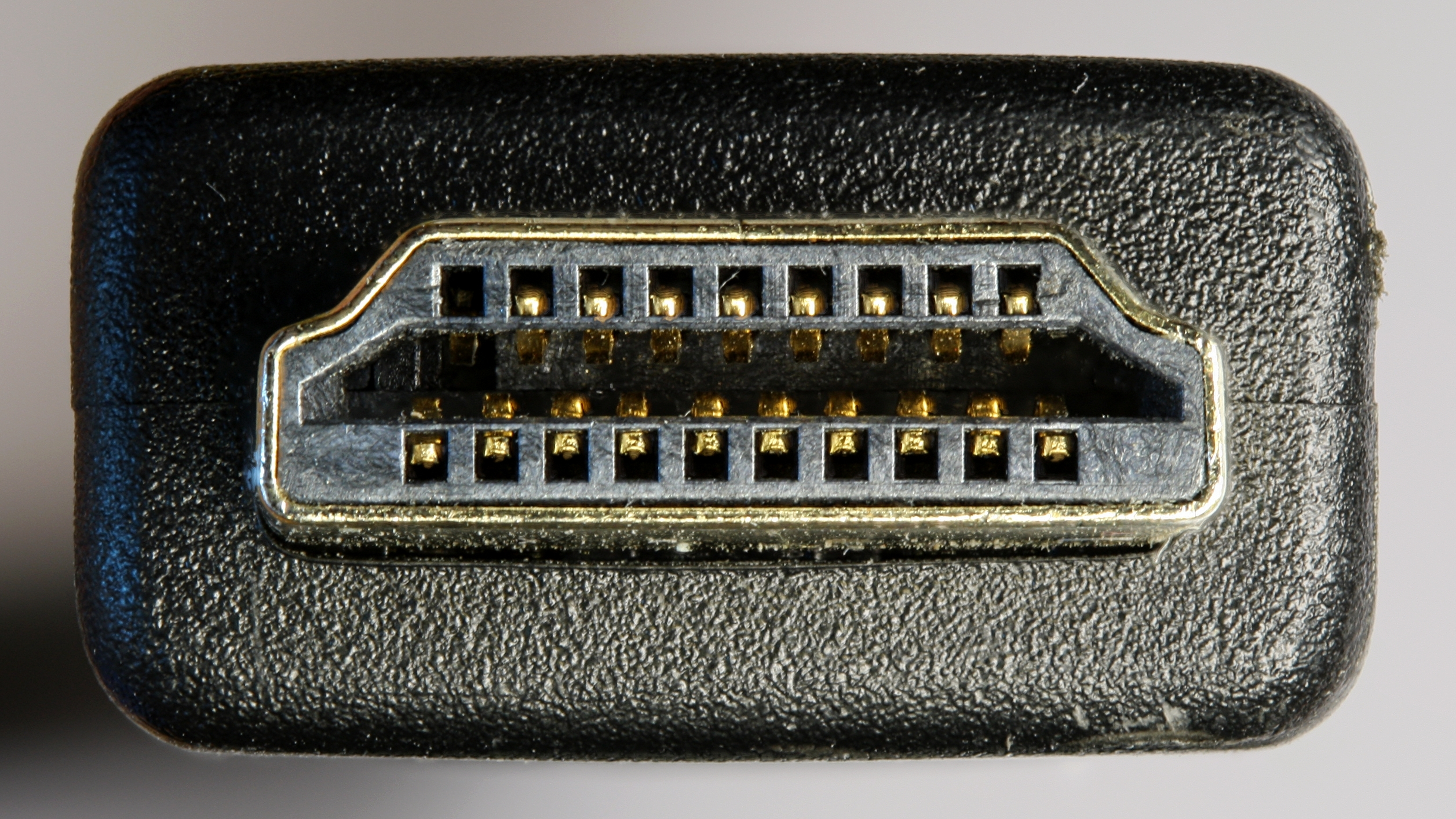
Draufsicht auf einen HDMI-Stecker

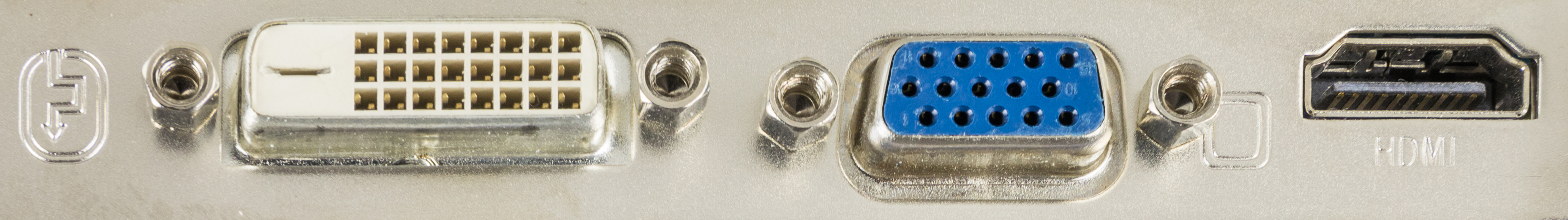
DVI-D-, VGA- und HDMI-Buchse an einer Grafikkarte (2008)

High Definition Multimedia Interface (englisch gesprochen [haɪ ˌdefɪˈnɪʃən ˌmʌltiˈmiːdiə ˈɪntəfeɪs], kurz HDMI) ist eine seit April 2002 entwickelte drahtgebundene, proprietäre Schnittstelle für die digitale Bild- und Ton-Übertragung in der Unterhaltungselektronik. Sie ersetzte existierende analoge Schnittstellen wie SCART, Composite Video, S-Video und Component Video und überträgt digital in hoher Qualität Video und Audio über ein gemeinsames Kabel.
In HDMI ist ein zusammenhängendes Kopierschutz-Konzept (DRM) integriert, was insbesondere in der Anfangszeit auf Kritik stieß.
HDMI basiert auf dem 1999 entwickelten Digital Visual Interface Digital (DVI-D), allerdings sind die Stecker deutlich kompakter; es wird weiterhin Audio und ein Kopierschutz unterstützt. Bei Verwendung geeigneter Kabel oder Adapter und bei Verzicht auf diese Eigenschaften sind DVI-D und HDMI 1.0–1.2 weitgehend kompatibel.
Ursprünglich als Schnittstelle der Unterhaltungselektronik entwickelt, ist HDMI neben DisplayPort zugleich auch zu einer Schnittstelle von Grafikkarten und Computermonitoren geworden und hat den VGA-Anschluss und Digital Visual Interface in seinen drei Varianten als Computerschnittstelle fast vollständig verdrängt. DisplayPort hat dabei Features von HDMI übernommen und HDMI hat Features von DisplayPort übernommen, so dass beide Schnittstellen ähnliche Eigenschaften aufweisen.
HDMI ist eine im Wesentlichen unidirektionale Schnittstelle, in der ein Quellgerät (Blu-ray-, DVD-Player, Spielkonsole, SAT-Receiver, Computer, hochpreisige Smartphones, Tabletcomputer, Camcorder oder Digitalkamera) ein Multimedia-Signal an ein digitales Zielgerät (TV-Gerät, Computermonitor, Videoprojektor, VR-Brillen) überträgt. Mittels VESA Extended Display Identification Data werden auch Eigenschaften von Displays an Grafikkarten übertragen. Dadurch kann eine Grafikkarte zum Beispiel die vom Display unterstützten Auflösungen und Bildwiederholfrequenzen ermitteln.
Die aktuelle HDMI-Version ist 2.1b; sie wurde am 10. August 2023 vom HDMI Forum offiziell vorgestellt.

## Geschichte
Die Spezifikation für HDMI wurde von einem Industrie-Konsortium für den Bereich der privat genutzten Unterhaltungselektronik (englisch home entertainment) entwickelt.
Die Gründer des HDMI-Konsortiums Hitachi, Matsushita Electric Industrial (Panasonic, National, Quasar), Philips, Silicon Image, Sony, Thomson und Toshiba begannen am 16. April 2002, gemeinsam den neuen AV-Verbindungsstandard HDMI zu entwickeln. HDMI ist eine Weiterentwicklung von DVI und zu diesem abwärtskompatibel. Beide benutzen dieselbe Signalcodierung TMDS.
HDMI 1.0 wurde so entworfen, dass es einen kleineren Stecker als DVI hat. Außerdem sollte es die Funktionen von DVI um Audioübertragung, erweiterte Unterstützung für YCbCr und um eine benutzergesteuerte Kontrollfunktion (englisch Consumer Electronics Control) erweitern. Der Kopierschutz HDCP 1.1 (High-bandwidth Digital Content Protection), der in der HDMI-Spezifikation vorgesehen ist, wurde von Intel entwickelt. Er soll das Abgreifen des Video- und Audiomaterials innerhalb der Verbindung zwischen Sender und Empfänger verhindern.
Der erste Hersteller, der Ende 2003 HDMI-fähige Komponenten auf den Markt brachte, war Pioneer mit den DVD-Playern DV-668AV und DV-868AVi, dem DVD-Rekorder DVR-920 H-S sowie den Plasmafernsehern PDP-434HDE und PDP-504HDE.

## Formate
Der HDMI-Standard beinhaltet Formate, die ein HDMI-fähiges Gerät zwingend entgegennehmen/ausgeben können muss, und optionale Formate. Die meisten fortgeschrittenen Fähigkeiten (hohe Auflösung, viele Audiokanäle u. Ä.) sind optional und müssen von einem Gerät nicht angeboten werden, um als HDMI-konform zu gelten.
In den optionalen Bestandteilen des HDMI-Standards können fortgeschrittene Formate übertragen werden:
Mit seiner hohen Datenübertragungsrate verarbeitet HDMI alle heute bekannten digitalen Video- und Audioformate der Unterhaltungselektronik. HDMI 1.2 überträgt PCM-Audiodaten mit Abtastfrequenzen bis zu 192 kHz mit Abtastbreiten bis zu 24 Bit für max. 8 Kanäle. Für HDMI 1.3 wurden als neue Audioformate Dolby Digital Plus und Dolby TrueHD mit aufgenommen. Die maximale Pixelfrequenz für Videodaten mit Single-Link liegt für HDMI 1.2 bei 165 MPixel/s (Typ A) und für HDMI 1.3 bei 340 MPixel/s (Typ A/C). Damit lassen sich Bildauflösungen bis 2560 × 1600 Pixeln mit 75 Hz ohne Qualitätsverlust übertragen. Das umfasst die in der Unterhaltungselektronik eingeführten Bild- und Tonformate einschließlich HDTV. Mit HDMI 1.3 kam auch die Unterstützung für höhere Farbtiefen von 10 Bit, 12 Bit und 16 Bit pro Farbkomponente (RGB 4:4:4, YCbCr 4:4:4) hinzu. Bisher waren nur 8 Bit pro Komponente (RGB 4:4:4, YCbCr 4:4:4, YCbCr 4:2:2), 10 Bit und 12 Bit aber nur mit Farbunterabtastung (YCbCr 4:2:2) möglich. HDMI 1.3 unterstützt zusätzlich zu den bisherigen Formaten SMPTE 170M/ITU-R BT.601 und ITU-R BT.709-5 das neue Farbraummodell xvYCC, das im Standard IEC 61966-2-4 definiert ist, und ermöglicht somit einen sehr großen Farbraum zur Verbesserung der Darstellung extrem gesättigter Farben auf geeigneten Geräten. Dazu werden spezielle Farbraum-Metadaten übertragen.

## Datenübertragungsraten
HDMI 1.2 bietet Datenübertragungsraten von bis zu 3,96 Gbit/s (Typ A, 19-polig; außer Stecker kompatibel zu Single-Link-DVI) bzw. 7,92 Gbit/s (Typ B, 29-polig, nie Bedeutung erlangt; außer Stecker kompatibel zu Dual-Link-DVI). Mit HDMI 1.3 und 1.4 sind bis zu 8,16 Gbit/s (Typ A und C, 19-polig), mit HDMI 2.0 bis zu 14,4 Gbit/s und mit HDMI 2.1 bis zu 42,667 Gbit/s möglich.

## Spezifikationen
Die Versionen, die in der nachfolgenden Tabelle aufgelistet sind, beschreiben die von dem HDMI-Forum vorgegebenen Spezifikationen für die höchst- bzw. bestmöglichen, optionalen Formate, die ein HDMI-verifiziertes Gerät der entsprechenden Version bietet. Die Mindestanforderungen liegen deutlich niedriger. Neue Spezifikationen werden in unregelmäßigen Abständen veröffentlicht. Darin enthalten sind Vorgaben an Eigenschaften der Endgeräte, Kabeleigenschaften und übermittelte Signale und deren Funktion.
Die Kabel wurden anfangs nach dem gleichen Versionsschema wie die Spezifikation nummeriert (bspw. Spezifikation 1.2 führte zu Kabeln mit der Versionsnummer 1.2), da eine höhere Version ein leistungsfähigeres Kabel erforderte. Als in den Spezifikationen ab Version 1.4 keine besseren Kabel definiert wurden, die Kabel im Handel aber mit höheren Versionsnummern bezeichnet wurden und damit eine höhere Leistungsfähigkeit suggerierten, entschied sich das HDMI-Forum dafür, neue Bezeichnungen für die Kabel zu definieren (siehe Abschnitt HDMI-Kabel-Typen und -Eigenschaften).
| Version   | spezifiziert | max. Datenrate                                                                                                   | neue Videoformate                                                                   | neue Tonformate | neue Farbformate                                                             | Steckertyp                                                 | sonstiges |
| --------- | ------------ | --- | ----------------------------------------------------------------------------------- | --- | ---------------------------------------------------------------------------- | ---------------------------------------------------------- | --- |
| HDMI 1.0  | 09.12.2002   | 3,96 Gbit/s (165 MHz × 8 bit × 3)                                                                                | 1920 × 1080p @ 60 Hz                                                                | 8-Kanal-PCM, MPEG, Dolby Digital, DTS                                                                                         | RGB und YCbCr mit je 8 Bit, Farbraum ITU-R BT.709                            | Typ A (Standard-HDMI)                                      | |
| HDMI 1.1  | 20.05.2004   | Typ A: 3,96 GBit/s (165 MHz × 8 bit × 3) Typ B: 7,92 GBit/s (165 MHz × 8 bit × 6)                                | 1920 × 1080p @ 60 Hz                                                                | DVD-Audio | RGB und YCbCr mit je 8 Bit, Farbraum ITU-R BT.709                            | Typ A (Standard-HDMI) Typ B (Dual·Link·HDMI, nie existent) | |
| HDMI 1.2  | 08.08.2005   | Typ A: 3,96 GBit/s (165 MHz × 8 bit × 3) Typ B: 7,92 GBit/s (165 MHz × 8 bit × 6)                                | 1920 × 1080p @ 60 Hz                                                                | SACD | RGB und YCbCr mit je 8 Bit, Farbraum ITU-R BT.709                            | Typ A (Standard-HDMI) Typ B (Dual·Link·HDMI, nie existent) | |
| HDMI 1.2a | 14.12.2005   | Typ A: 3,96 GBit/s (165 MHz × 8 bit × 3) Typ B: 7,92 GBit/s (165 MHz × 8 bit × 6)                                | 1920 × 1080p @ 60 Hz                                                                | SACD | RGB und YCbCr mit je 8 Bit, Farbraum ITU-R BT.709                            | Typ A (Standard-HDMI) Typ B (Dual·Link·HDMI, nie existent) | CEC-Unterstützung (Fernsteuerung von Geräten über HDMI), Prüfung für Kabellängen |
| HDMI 1.3  | 22.06.2006   | 8,16 Gbit/s (340 MHz × 8 bit × 3)                                                                                | 2560 × 1440p @ 60 Hz                                                                | Dolby Digital Plus, TrueHD und dts-HD                                                                                         | RGB und YCbCr mit je 10/12/16 Bit, Farbraum xvYCC (IEC 61966-2-4)            | Typ A (Standard-HDMI) Typ C (Mini-HDMI)                    | Erhöhung Übertragungstakt (+106 % mehr Daten), Abfrage der Bildverzögerung in TV-Geräten (Prozessierung) durch z. B. AV-Receiver, um diese zu kompensieren (Lip Sync) |
| HDMI 1.3a | 09.11.2006   | 8,16 Gbit/s (340 MHz × 8 bit × 3)                                                                                | 2560 × 1440p @ 60 Hz                                                                | Dolby Digital Plus, TrueHD und dts-HD                                                                                         | RGB und YCbCr mit je 10/12/16 Bit, Farbraum xvYCC (IEC 61966-2-4)            | Typ A (Standard-HDMI) Typ C (Mini-HDMI)                    | Fehlerbereinigungen der Spezifikation 1.3, 3D (bis 1080i, nur Abspielgeräte) |
| HDMI 1.4  | 28.05.2009   | 8,16 Gbit/s (340 MHz × 8 bit × 3)                                                                                | 3840 × 2160p @ 24 Hz 1920 × 1080p @ 24 Hz (3D)                                      | Dolby Digital Plus, TrueHD und dts-HD                                                                                         | Farbraum sYCC-601, Farbraum Adobe RGB, Farbraum Adobe YCC-601                | Typ A (Standard-HDMI) Typ C (Mini-HDMI) Typ D (Micro-HDMI) | 4K2K-Auflösung, HDMI Ethernet Channel, Audio Return Channel, 3D (kein einheitlicher Standard), bei 1080p bis zu 120 Hz möglich |
| HDMI 1.4a | 04.03.2010   | 8,16 Gbit/s (340 MHz × 8 bit × 3)                                                                                | 3840 × 2160p @ 24 Hz 1920 × 1080p @ 24 Hz (3D)                                      | Dolby Digital Plus, TrueHD und dts-HD                                                                                         | Farbraum sYCC-601, Farbraum Adobe RGB, Farbraum Adobe YCC-601                | Typ A (Standard-HDMI) Typ C (Mini-HDMI) Typ D (Micro-HDMI) | 3D-Übertragungsstandards (Side-by-Side horizontal und Top-and-Bottom), 3D-Standards (Frame Packing) für Filme 1080p/24 Hz und Spiele 720p/50 Hz bzw. 60 Hz |
| HDMI 1.4b | 11.10.2011   | 8,16 Gbit/s (340 MHz × 8 bit × 3)                                                                                | 4096 × 2160p @ 24 Hz 3840 × 2160p @ 30 Hz 2560 × 1600p @ 60 Hz 1920 × 1080p @120 Hz | High Bitrate Audio (HBR), Abtastrate × Kanalanzahl max. 384/768 kHz, 1-Bit-Audio                                              | Farbunterabtastung YCbCr 4:2:2                                               | Typ A (Standard-HDMI) Typ C (Mini-HDMI) Typ D (Micro-HDMI) | 1080p (3D) Video mit 2 × 60 Hz |
| HDMI 2.0  | 04.09.2013   | 14,4 GBit/s (600 MHz × 8 bit × 3)                                                                                | 3840 × 2160p @ 60 Hz 1920 × 1080p @ 48 Hz (3D)                                      | 32-Kanal-Audio, Abtastrate × Kanalanzahl max. 1536 kHz                                                                        | Farbraum ITU-R BT.2020                                                       | Typ A (Standard-HDMI) Typ C (Mini-HDMI) Typ D (Micro-HDMI) | Erhöhung Übertragungstakt (+76 % mehr Daten) |
| HDMI 2.0a | 08.04.2015   | 14,4 GBit/s (600 MHz × 8 bit × 3)                                                                                | 3840 × 2160p @ 60 Hz 1920 × 1080p @ 48 Hz (3D)                                      | 32-Kanal-Audio, Abtastrate × Kanalanzahl max. 1536 kHz                                                                        | Farbraum ITU-R BT.2020                                                       | Typ A (Standard-HDMI) Typ C (Mini-HDMI) Typ D (Micro-HDMI) | HDMI 2.0a unterstützt offiziell HDR (High Dynamic Range) CEA 863.1 |
| HDMI 2.0b | 07.03.2016   | 14,4 GBit/s (600 MHz × 8 bit × 3)                                                                                | 3840 × 2160p @ 60 Hz 1920 × 1080p @ 48 Hz (3D)                                      | 32-Kanal-Audio, Abtastrate × Kanalanzahl max. 1536 kHz                                                                        | Farbraum ITU-R BT.2020                                                       | Typ A (Standard-HDMI) Typ C (Mini-HDMI) Typ D (Micro-HDMI) | HDMI 2.0b ermöglicht die dynamische Synchronisation mehrerer Audio- und Video-Streams. |
| HDMI 2.1  | 28.11.2017   | 24 Gbps/FRL6x4-Mode: 21⅓ GBit/s (333⅓ MHz × 16 bit × 4) 48 Gbps/FRL12x4-Mode: 42⅔ GBit/s (666⅔ MHz × 16 bit × 4) | 7680 × 4320p @ 60 Hz 3840 × 2160p @120 Hz (3D)                                      | | RGB mit je 14 Bit, Farbunterabtastung YCbCr 4:2:0, Video-Kompression DSC 1.2 | Typ A (Standard-HDMI) Typ C (Mini-HDMI) Typ D (Micro-HDMI) | Erhöhung Übertragungstakt (+76 % mehr Daten), verlustbehaftete Kompression mit hoher Qualität (+200 % mehr Daten), Wechsel auf 4 Lanes (ohne zusätzlichen Takt, das Adernpaar wird als vierte Lane benutzt, +33 % mehr Daten) und auf 16b18b-Leitungscode (+11 % mehr Daten), Dynamic HDR, variable Bildrate für Spiele |
| HDMI 2.1a | 04.01.2022   | 24 Gbps/FRL6x4-Mode: 21⅓ GBit/s (333⅓ MHz × 16 bit × 4) 48 Gbps/FRL12x4-Mode: 42⅔ GBit/s (666⅔ MHz × 16 bit × 4) | 7680 × 4320p @ 60 Hz 3840 × 2160p @120 Hz (3D)                                      | SBTM (Source-Based Tone Mapping)                                                                                              | RGB mit je 14 Bit, Farbunterabtastung YCbCr 4:2:0, Video-Kompression DSC 1.2 | Typ A (Standard-HDMI) Typ C (Mini-HDMI) Typ D (Micro-HDMI) | |
| HDMI 2.1b | 10.08.2023   | 24 Gbps/FRL6x4-Mode: 21⅓ GBit/s (333⅓ MHz × 16 bit × 4) 48 Gbps/FRL12x4-Mode: 42⅔ GBit/s (666⅔ MHz × 16 bit × 4) | 7680 × 4320p @ 60 Hz 3840 × 2160p @120 Hz (3D)                                      | Dazu gehören allgemeine Bereinigungen, Klarstellungen zur Verbesserung der Interoperabilität und die Einarbeitung von Errata. | RGB mit je 14 Bit, Farbunterabtastung YCbCr 4:2:0, Video-Kompression DSC 1.2 | Typ A (Standard-HDMI) Typ C (Mini-HDMI) Typ D (Micro-HDMI) | |

### HDMI 2.1
Am 4. Januar 2017 wurde erstmals auf der CES in Las Vegas das neue HDMI-Format 2.1 vorgestellt. Am 28. November 2017 wurde der offizielle Standard HDMI 2.1 veröffentlicht.
Ab der Version 2.1 sind die HDMI-Spezifikationen nicht mehr öffentlich verfügbar, sondern nur noch für sog. HDMI Adopters mit entsprechender Nutzungslizenz. Die rechtlichen Vorgaben des HDMI-Forums unterbinden die Unterstützung von HDMI ab Version 2.1 in quelloffenen Grafiktreibern.
HDMI 2.1 unterscheidet sich deutlich von allen vorherigen HDMI-Versionen, obwohl die Versionsnummer das nicht unbedingt suggeriert:
- Man verabschiedete sich von einer pixeltaktsynchronen Übertragung und wechselte zu einer reinen Datenübertragung mit festem Takt, wie es bei DisplayPort seit 2006 der Fall ist.
- Als Takte sind 6 GHz (FRL 6x4 bzw. 24 GBit/s) und 12 GHz (FRL 12x4 bzw. 48 GBit/s) möglich.[25]
- Das frei werdende Adernpaar für den ehemaligen Pixeltakt wird, wie bei DisplayPort, für die Datenübertragung genutzt.
- Bei der Modulation wechselte man vom 8b10b-Code zum 10 % effizienteren 16b18b-Code.
- Die damit möglichen Übertragungsraten betragen mit 21⅓ GBit/s (fix) bzw. 42⅔ GBit/s (fix) etwa das anderthalbfache bzw. dreifache von HDMI 2.0.
- Weiterhin entfallen die „Zwangspausen“ für die Zeilen- und Bildaustastlücken, auch wenn diese häufig vorher bei TFT-Ansteuerung schon verkürzt waren, die aber immer noch als Altlast der Kathodenstrahlröhrenzeit mitgeschleppt wurden.

Die Abkehr von der Pixeltakt-getriebenen Übertragung (die eine Altlast aus Analogzeiten war) zu einer reinen Datenübertragung erlaubt die Implementierung von Quick Media Switching (Wechsel von Auflösung und Bildrate ohne Unterbrechung), Quick Frame Transport (Übertragung von Frames mit der maximalen Übertragungsrate der Verbindung) und Display Streams Compression (Datenkompression wie bei DisplayPort 1.4) und vereinfacht die Implementierung von Variable Refresh Rate (VRR).
Die Neuerungen sind:
- Weitaus höhere Übertragungsrate (bei Ausschöpfen aller Möglichkeiten ist diese knapp neunmal so groß wie bei HDMI 2.0). Damit sind zum einen weitaus höhere Auflösungen ohne Abstriche (bspw. 4K mit 120 Hz und 10 Bit) übertragbar und zum anderen VRR-Modi mit geringerer Übertragungslatenz möglich (2560 × 1440 sind in 0,7 ms statt in 6,2 ms übertragen).
- Unterstützung von höheren Auflösungen und schnelleren Bildwiederholfrequenzen, z. B. von 7680 × 4320 mit 60 Hz und 3840 × 2160 mit 240 Hz[26].
- Es gibt zwei Übertragungsmodi: Der 24Gbps-Modus (FRL 6x4), der die gleichen Anforderungen an Kabel wie HDMI 2.0 bei maximaler Datenrate stellt (HDMI Premium High Speed), aber effektiv nur 21⅓ GBit/s überträgt und einen 48Gbps-Modus (FRL 12x4), der effektiv 42⅔ GBit/s überträgt, aber deutlich höhere Ansprüche an eingesetzte Kabel stellt (HDMI Ultra High Speed oder auch 48G genannt).[27][28]

- Dynamic HDR (HDR dynamic metadata) stellt sicher, dass Videos mit optimalen Werten für Farbtiefe, Detail, Bildhelligkeit, Kontrast und breiterem Farbspektrum angezeigt werden, und zwar auf einer Basis nach jeder einzelnen Szene oder sogar jedes Frames. Dabei werden alle vier dynamischen HDR-Technologien, die bei SMPTE unter der Bezeichnung ST-2094 festgelegt sind und auf der von Dolby entwickelten PQ-Kurve ST-2084 basieren, als Übertragung unterstützt. Das sind Dolby Vision, SL-HDR1 (Philips), Advanced HDR (Technicolor) und HDR10+ (Samsung).[29]
- Enhanced Audio Return Channel (eARC) unterstützt Audio-Formate wie objektbasiertes Audio und ermöglicht Steuerung des Audiosignals einschließlich automatischer Erkennung des Geräts.
- Variable Refresh Rate (VRR): Der VRR-Modus gestattet eine variable Bildwiederholfrequenz, die es einem Grafikprozessor ermöglicht, Bilder sofort nach deren Berechnung anzuzeigen. Damit ist die Anzeige von Spielen und technischen Darstellungen mit geringstmöglicher Latenz ohne Frame Tearing und ohne Stottern möglich.[30]
- Quick Media Switching (QMS): HDMI 2.1 unterstützt den Wechsel von Auflösung und/oder Bildrate ohne Bildaussetzer. FRL ist dafür eine Voraussetzung.
- Quick Frame Transport (QFT): HDMI 2.1 unterstützt eine schnellere Übertragung von Frames unabhängig von der Framerate, nur noch limitiert durch die Übertragungsrate.
- Auto Low Latency Mode (ALLM): HDMI 2.1 unterstützt verschiedene Verarbeitungsmodi und deren Wechsel. So kann bei Wiedergabe von Videos Frame-Interpolation verbunden mit höheren Latenzen aktiviert und bei Wiedergabe von Spielen abgeschaltet werden.
- VESA Display Streams Compression 1.2 (DSC 1.2a): Visuell verlustfreie Komprimierung wie bei DisplayPort.

### Implementierungsfehler
Im Oktober 2020 deckte das Computermagazin c’t (Ausgabe 23/20) einen Fehler in den Chips des Herstellers Panasonic Solutions (Nuvoton Technology) auf. Dieser verursacht, dass AV-Receiver, in denen dieser Chip verbaut ist, Bildmaterial von einem externen Zuspieler unter bestimmten Bedingungen (bspw. in 4K-Auflösung mit 120 Bildern pro Sekunde und erhöhtem Kontrastumfang (High Dynamic Range)) nicht ordentlich zu einem passenden Fernseher weiterleiten (schwarzes Bild).
Betroffen sind unter anderem Produkte von Denon, Marantz und Yamaha.

### HDMI 2.1a
Am 4. Januar 2022 wurde auf der CES in Las Vegas das neue HDMI-Format 2.1a vorgestellt. Als wirklich neues Feature taucht SBTM (Source-Based Tone Mapping) auf, die anderen erwähnten Neuerungen sind schon Bestandteil des fünf Jahre älteren HDMI 2.1.
SBTM ermöglicht es Zuspielern, die HDR-Fähigkeiten des Displays abzufragen und das Tone Mapping selbst (und damit meist deutlich besser) durchzuführen.

## HDMI-Kabel-Typen und -Eigenschaften
Seit etwa November 2010 werden HDMI-Kabel verbindlich in zuerst fünf, inzwischen in neun Klassifikationen eingeteilt.
Laut Lizenzbestimmungen für HDMI-Produkte dürfen diese seit dem 1. Januar 2012 nicht mehr, wie früher üblich, mit Versionsnummern gekennzeichnet werden.
| Kabeltyp                             | max. Über- tragungs- takt | Datenrate 1            | max. Video- Bildformat           | 3D   | 3D   | Netz- werk- Kanal | Deep Color | Steckertyp | Steckertyp | Steckertyp | Steckertyp | unterstützt von 1 | unterstützt von 1 | unterstützt von 1 | unterstützt von 1 | unterstützt von 1 |
| Kabeltyp                             | max. Über- tragungs- takt | Datenrate 1            | max. Video- Bildformat           | FHD  | UHD  | Netz- werk- Kanal | Deep Color | A          | C          | D          | E          | 1.0– 1.2a         | 1.3– 1.4b         | 2.0– 2.0b         | 2.1 24G           | 2.1 48G           |
| ------------------------------------ | ------------------------- | ---------------------- | -------------------------------- | ---- | ---- | ----------------- | ---------- | ---------- | ---------- | ---------- | ---------- | ----------------- | ----------------- | ----------------- | ----------------- | ----------------- |
| HDMI Standard                        | 00,7425 GHz               | 01,782 GBit/s          | 0i720p/60 Hz p1080i/60 Hz        | nein | nein | nein              | nein       | ja         | nein       | nein       | nein       | ja                | nein              | nein              | nein              | nein              |
| HDMI Standard mit Ethernet 3         | 00,7425 GHz               | 01,782 GBit/s          | 0i720p/60 Hz p1080i/60 Hz        | nein | nein | ja                | nein       | ja         | nein       | nein       | nein       | ja                | nein              | nein              | nein              | nein              |
| HDMI Standard Automotive             | 00,7425 GHz               | 01,782 GBit/s          | 0i720p/60 Hz p1080i/60 Hz        | nein | nein | nein              | nein       | ja         | nein       | nein       | ja         | ja                | nein              | nein              | nein              | nein              |
| HDMI High Speed                      | 03,4 GHz                  | 08,16 GBit/s           | 04K/30 Hz                        | ja   | nein | nein              | ja         | ja         | ja         | ja         | nein       | ja                | ja                | nein              | nein              | nein              |
| HDMI High Speed mit Ethernet         | 03,4 GHz                  | 08,16 GBit/s           | 04K/30 Hz                        | ja   | nein | ja                | ja         | ja         | ja         | ja         | nein       | ja                | ja                | nein              | nein              | nein              |
| HDMI High Speed Automotive           | 03,4 GHz                  | 08,16 GBit/s           | 04K/30 Hz                        | ja   | nein | nein              | ja         | ja         | ja         | ja         | ja         | ja                | ja                | nein              | nein              | nein              |
| HDMI Premium High Speed              | 06 GHz                    | 14,4 GBit/s 21⅓ GBit/s | 04K/60 Hz (4K/144 Hz)            | ja   | ja   | nein              | ja         | ja         | ja         | ja         | nein       | ja                | ja                | ja                | ja                | nein              |
| HDMI Premium High Speed mit Ethernet | 06 GHz                    | 14,4 GBit/s 21⅓ GBit/s | 04K/60 Hz (4K/144 Hz)            | ja   | ja   | ja                | ja         | ja         | ja         | ja         | nein       | ja                | ja                | ja                | ja                | nein              |
| HDMI Ultra High Speed                | 12 GHz                    | 42⅔ GBit/s             | 04K/120 Hz 08K/60 Hz 10K/60 Hz 2 | ja   | ja   | ja                | ja         | ja         | ja         | ja         | nein       | ja                | ja                | ja                | ja                | ja                |

Gleichzeitig wurde ein Verbot für den Verkauf von HDMI-Kabeln mit den alten HDMI-Versionsnummern mit einjähriger Frist bis November 2011 erlassen. Seit 1. Januar 2012 ist auch auf Geräten die Angabe einer HDMI-Versionsnummer verboten, und alle Funktionen, die die Schnittstelle unterstützt, müssen aufgezählt werden, da man von der Versionsnummer keine Rückschlüsse auf die unterstützten Funktionen ziehen kann. Z. B. muss eine Schnittstelle der Version 1.4 nicht mehr Funktionen als eine Schnittstelle der Version 1.0 unterstützen. Das geschah im Zuge der Umstellung auf die neuen Kabelbezeichnungen, um eine bessere Orientierungshilfe bei der Kabelwahl zu gewährleisten. Grund für das Verbot sind die irritierenden Nummern, die häufig den Marketing-Abteilungen der Kabelhersteller entsprungen sind und den Eindruck vermittelt haben, dass nur die neueste Kabelversion allen Anforderungen genüge. Da aber z. B. HDMI-1.3-Kabel dieselben Leistungseigenschaften aufweisen wie 1.4-Kabel, nur ohne zusätzliche HEC-Leitung, reichen auch diese oft aus. Daher ist ein direkter Vergleich der neuen Bezeichnungen mit den alten Nummern nicht möglich.
Auch ein Vergleich der neuen Kabelbezeichnungen mit den verschiedenen HDMI-Spezifikationsversionen ist nicht möglich, da die Spezifikationen auch Anforderungen an Geräte festlegen, die nicht unbedingt von den Kabeln abhängig sind.

### HDMI Automotive Standard und HDMI Automotive High Speed
HDMI-Kabel für den Automobilbereich wurden gezielt für die Anforderungen im Fahrzeugbereich entwickelt, sie können zum Beispiel Temperaturschwankungen und Vibrationen besser widerstehen. Für einen besseren Schmutz- und Vibrationsschutz kann der Stecker-Typ E zum Einsatz kommen.

### HDMI High Speed
Diese Kabel übertragen Full-HD 3D und Deep Color bis 1080p mit einer Frequenz von mindestens 340 MHz. Die maximal übertragbare Brutto-Datenrate beträgt 10,2 GBit/s (3 TMDS-Verbindungen × 340 MHz × 10 Bit pro Datenwort). Nach Abzug des Overhead der verwendeten 8b10b-Kodierung ergibt sich eine Netto-Datenrate von maximal 8,16 GBit/s. Außerdem ist 4K2K (24 Hz) möglich.

### HDMI High Speed mit Ethernet/Audio Return Channel
Der HDMI-Ethernet-Channel (HEC) ist ein zusätzlicher Kanal im High-Speed-HDMI-Kabel, der für die Übertragung von 100 MBit/s-Ethernet-Netzwerksignalen genutzt werden kann.
Dieser Kanal kann auch für die Rückübertragung von Audio-Daten (Audio Return Channel, ARC) dienen und wird dann auch HEAC genannt (HDMI Ethernet and Audio Return Channel).
Ein typischer Anwendungsfall für ARC ist, dass ein Audio/Video-Receiver einen Fernseher via HDMI-Kabel mit Video- und Audiosignalen versorgt. Der Benutzer kann Parameter wie Lautstärke, Balance etc. über die Fernbedienung des Fernsehers einstellen. Zwecks besserer Audiowiedergabe soll diese nicht über den Fernseher selbst erfolgen, sondern über externe Lautsprecher. Herkömmlich würde nun ein separates Kabel (typischerweise TOSLINK (optisch) oder Cinch (analog)) die Audiosignale vom Fernseher zum Audioverstärker führen, an den die Boxen angeschlossen sind. Mit ARC kann dieses separate Kabel eingespart werden: die Audiosignale werden innerhalb des HDMI-Kabels rückgeführt zum Audio/Video-Receiver und die Lautsprecher können dort angeschlossen werden.
HEC/HEAC wurden mit HDMI 1.4 eingeführt. Physikalisch nutzt der Kanal differentielle Signalübertragung über die Leitungen HEC Data+ und HEC Data- (Pin 14 / Pin 19 bei Steckertyp A). HEC Data+ war bis einschließlich Spezifikation 1.3 als „reserviert“ deklariert, HEC Data- nutzt dieselbe Leitung wie die Hot-Plug-Erkennung.
Wird nur der Audio-Return-Kanal benötigt, aber kein Ethernet, kann das Audiosignal über die eine Leitung HEC Data+ übertragen werden.

### Kabellänge und Kabelqualität
Bis zu zehn Meter lange Kabel ohne Elektronik können die Leistungstests zur Zertifizierung als Standard-Kabel schaffen; auf Festlegungen bestimmter Längen wurde zugunsten der Innovationsoffenheit verzichtet. Es gibt Kabel mit Lichtwellenleitern, die eine Länge bis zu 100 Metern erlauben sollen. Lange Kabel müssen im Allgemeinen bessere Hochfrequenzeigenschaften aufweisen, um eine fehlerfreie Datenrückgewinnung im HDMI-Empfänger zu gewährleisten. Für eine fehlerfreie Übertragung sind die Kabelqualität wie auch die Empfangseigenschaften des HDMI-Empfängers ausschlaggebend. Da nur die Hersteller der Kabel sie zertifizieren, ist die Vertrauenswürdigkeit ihrer Bezugskette wichtig.
Ob Übertragungsfehler auftreten, lässt sich aufgrund der bei HDMI verwendeten TMDS-Kodierung sehr einfach an der resultierenden Bildqualität beurteilen. Das kann man durch farbiges „Aufblitzen“ von Bildpunkten (Pixel) oder ganzer Pixelreihen erkennen. Bildrauschen im herkömmlichen Sinn, wie bei der analogen Datenübertragung, lassen sich bei HDMI daher generell ausschließen, sofern der HDMI-Transmitter beziehungsweise der HDMI-Receiver die Videodatenauflösung nicht begrenzt (zum Beispiel 8 Bit- anstatt 12 Bit-Farbkomponentenauflösung im YCbCr-4:2:2-Format).
Um die Datenrate für HDMI 1.3 weiter zu steigern, wurden zwei Kabelkategorien mit unterschiedlichen Hochfrequenzeigenschaften definiert. Ein Kategorie-1-Kabel kann Pixelraten bis 74,25 MHz übertragen, ein Kategorie-2-Kabel bis zu 340 MHz. In HDMI 1.3 sind, um eine fehlerfreie Übertragung auch über längere Kabel sicherzustellen, erstmals die Kabeleigenschaften wie Dämpfung, Signallaufzeitdifferenzen und Übersprechen festgelegt. Um der unvermeidbaren Kabeldämpfung entgegenzuwirken, ist bei HDMI 1.3 für Pixelraten über 165 MHz empfängerseits ein Kabelequalizer zur Anhebung der höherfrequenten Signalanteile vorgesehen.
Mit Signalrepeatern (zum Beispiel in einem AV-Receiver) kann die Distanz verdoppelt werden. Für größere Distanzen stehen Extender zur Verfügung, die das Signal wandeln und über Lichtwellenleiter übertragen. Mit entsprechenden Konvertern ist auch eine Wandlung nach HD-SDI und zurück möglich, wobei der Vorteil darin besteht, dass HD-SDI über ein Koaxialkabel mit BNC-Steckverbindern auch größere Strecken überbrücken kann. Der Einsatz von SDI-Verbindungen hat sich vor allem bei professionellen Anwendern, zum Beispiel am Filmset, bewährt.

## Stecker

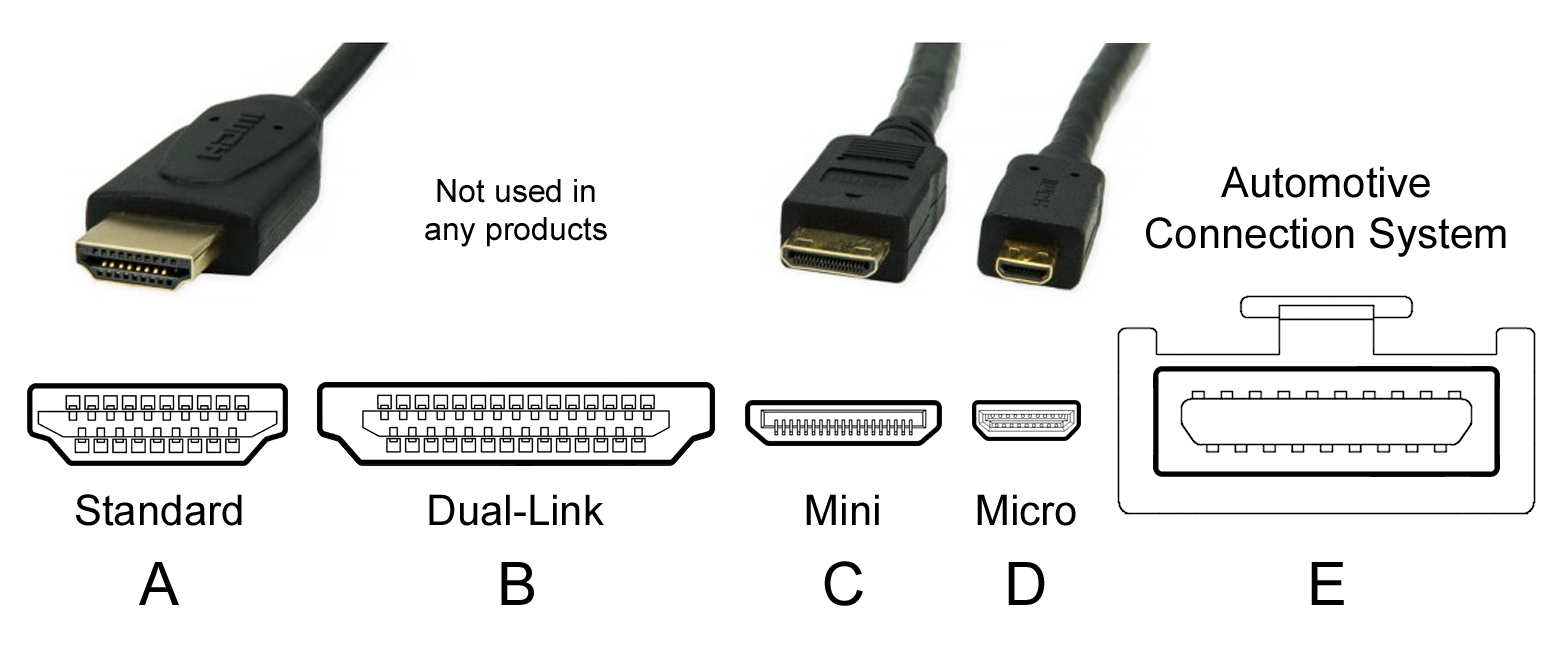
Übersicht der verschiedenen Steckertypen

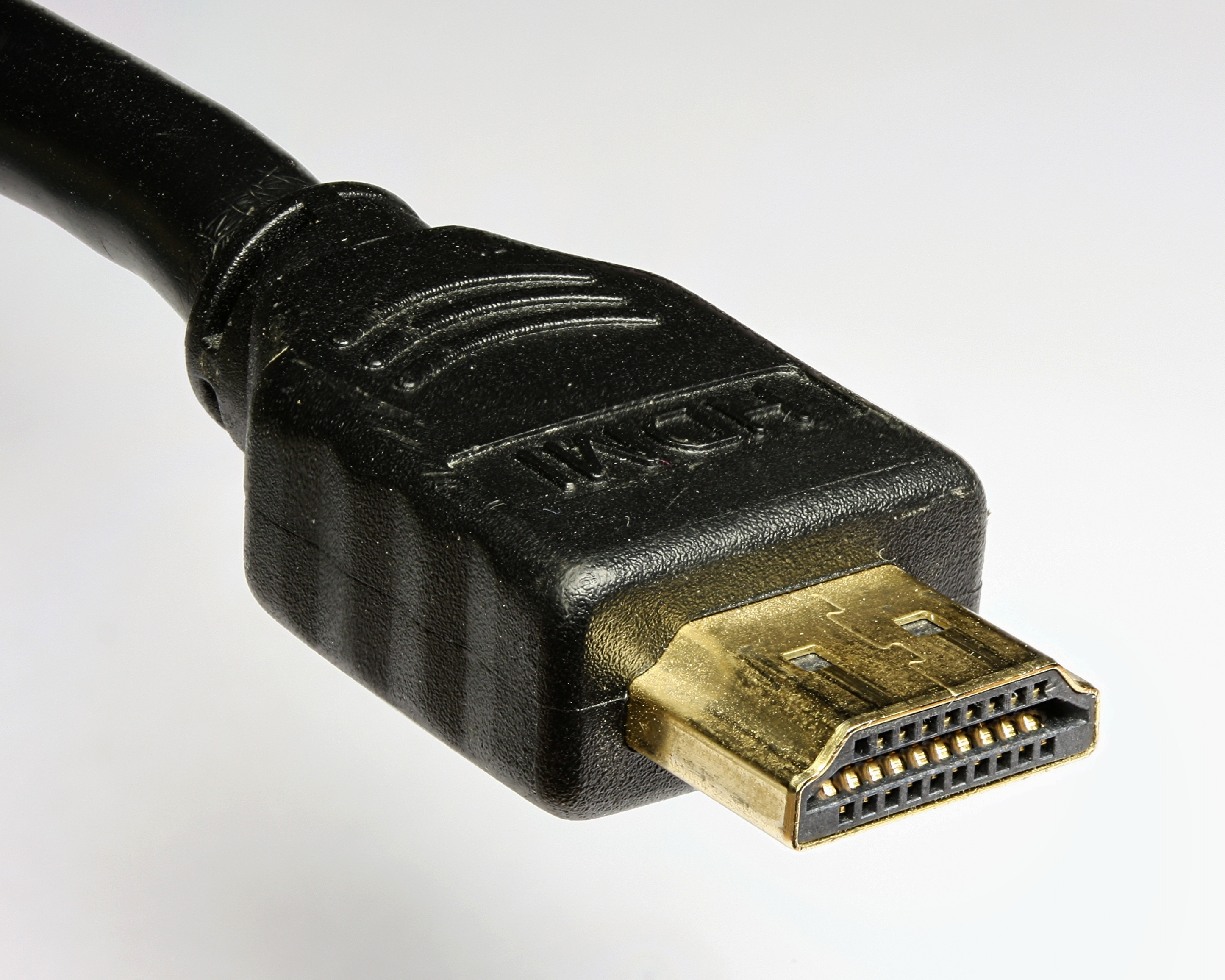
HDMI-Stecker
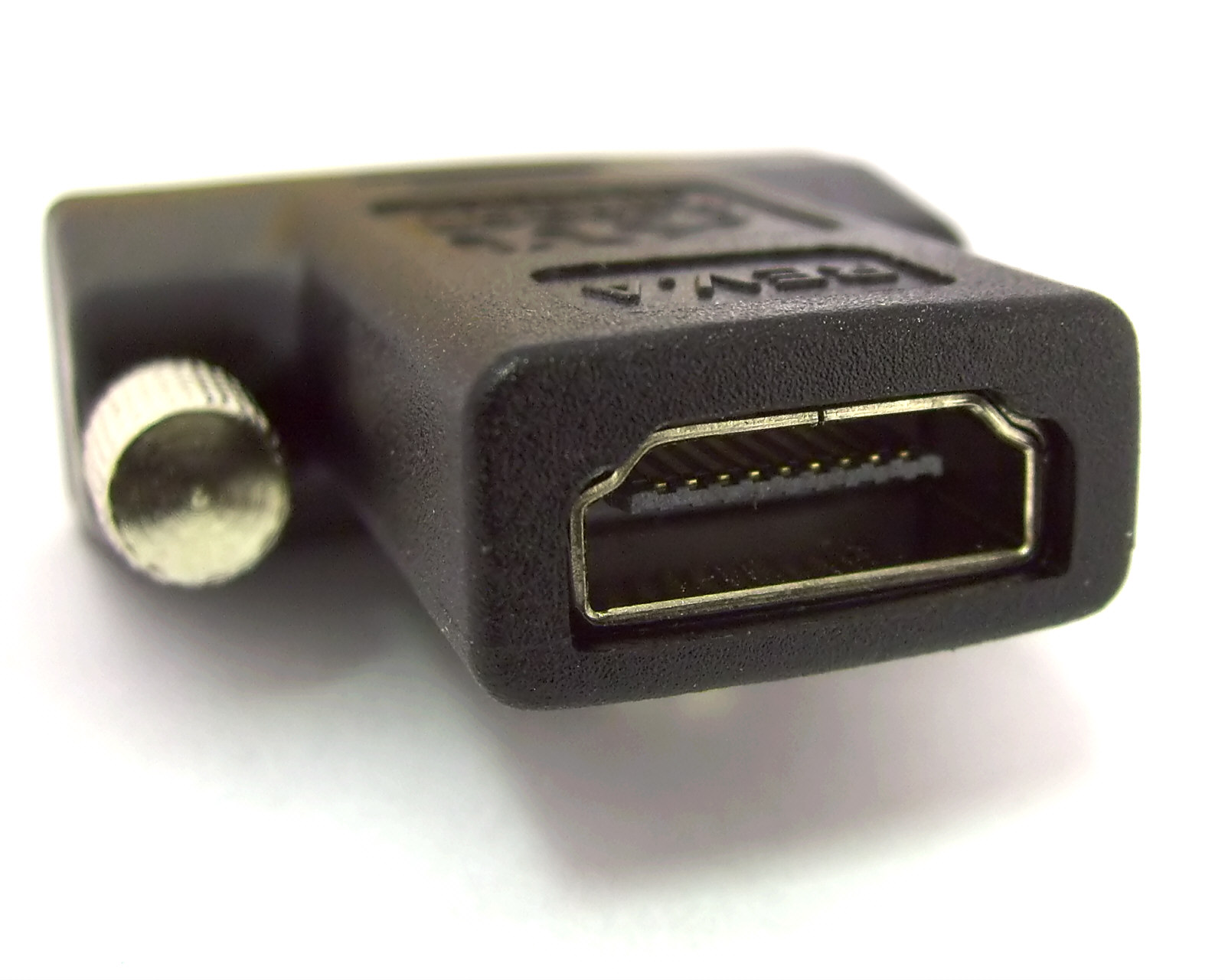
HDMI-Buchse
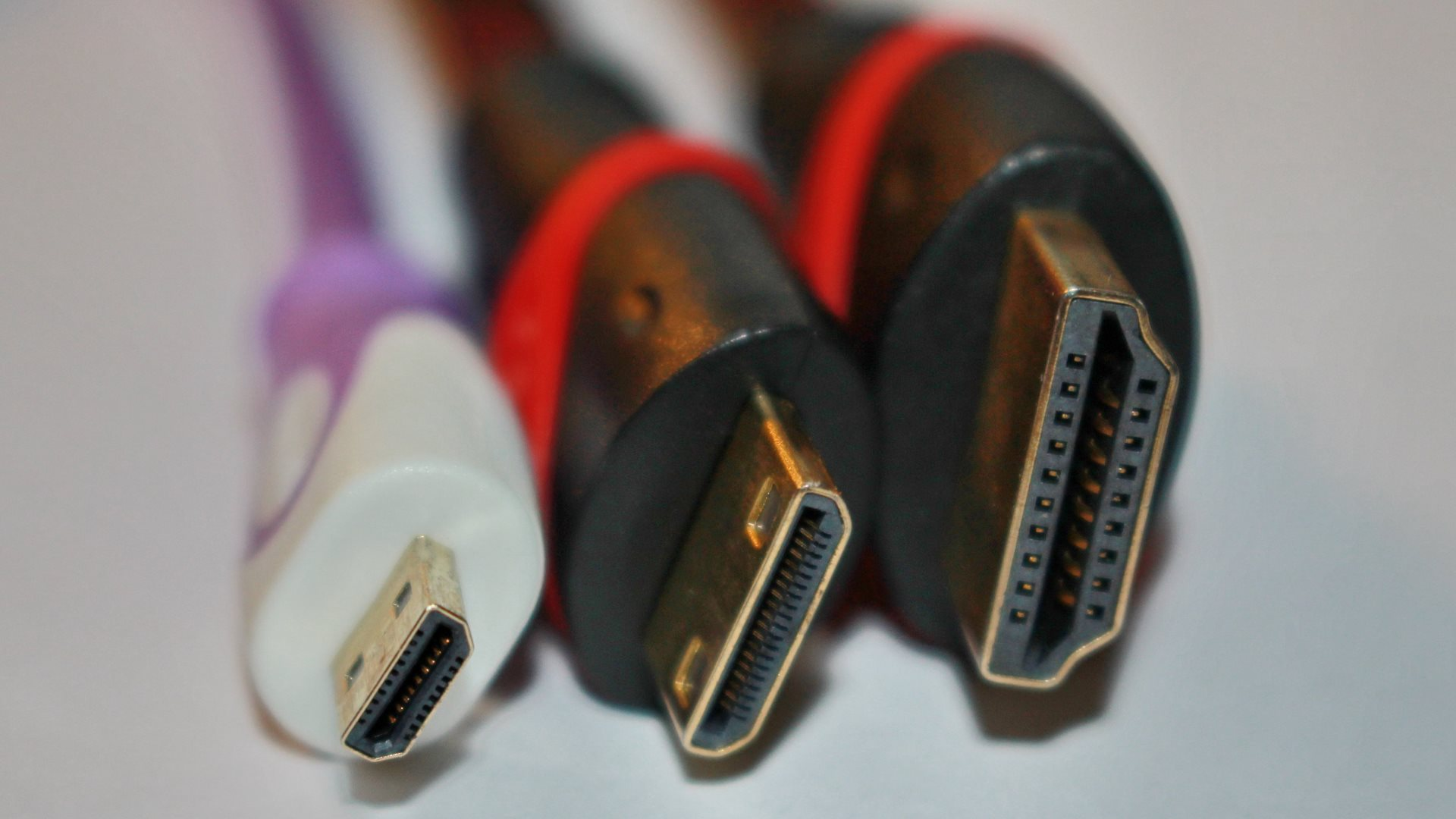
Micro- (Typ D), Mini- (Typ C) und HDMI-Stecker (Typ A)
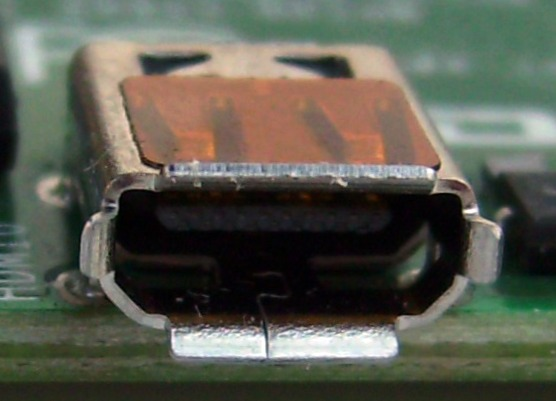
Micro-HDMI-Buchse

Bei HDMI 1.1/1.2 sind zwei Steckertypen (Typ A und Typ B, etwa 4,5 mm × 13/21 mm Querschnitt) definiert. Für HDMI 1.3 wurde zusätzlich ein kleiner Stecker (Typ C bzw. Mini-Stecker, etwa 2,5 mm × 10,5 mm Querschnitt) für kompakte Geräte mit aufgenommen. In HDMI 1.4 wurde ein noch kleinerer Stecker-Typ D (Micro-Stecker, etwa 5,8 mm × 2,2 mm Querschnitt) definiert. Außerdem ist in den HDMI-1.4-Spezifikationen der Stecker-Typ E definiert, der aber nicht bei 1.4-Kabeln zum Einsatz kommt, sondern nur bei HDMI-Standard-Automotive-Kabeln.
Typ A, C und D basieren auf einer Single-Link-Verbindung, bei der drei TMDS-Signalleitungspaare zur Verfügung stehen. Typ B erlaubt durch eine Dual-Link-Verbindung mit sechs TMDS-Signalleitungspaaren die doppelte Datenrate, fand aber bei HDMI (im Gegensatz zu DVI) nie Verwendung.
Belegung

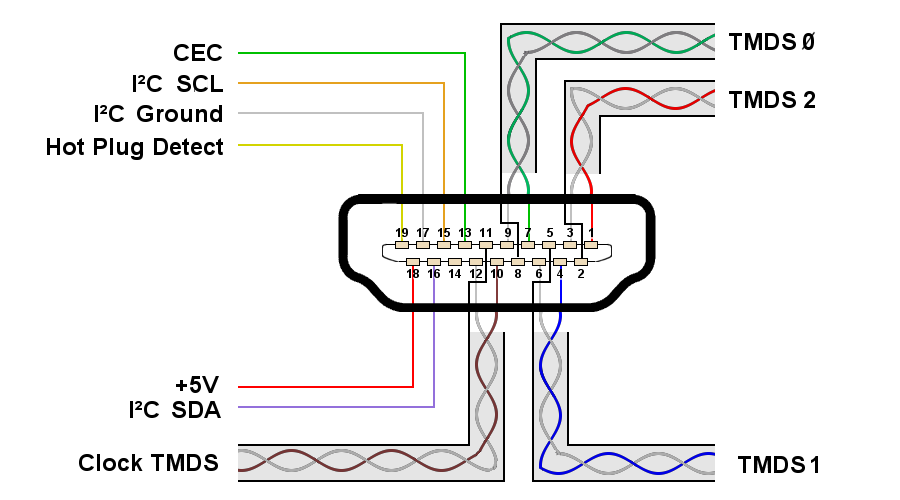
Belegung der Kontakte einer HDMI-Gerätebuchse (HDMI 1.0-1.3) (Typ A)

Belegung der gängigsten (Geräte-)Steckbuchse Typ A (kontaktseitig) beziehungsweise (Kabel-)Stecker Typ A (lötseitig) sowie der bei Tablet-Computern üblichen Micro-HDMI-Typ-D-Anschlüsse und Mini-HDMI-Typ-C:

| Kontakt | Kontakt | Kontakt | Signal            |
| Typ A   | Typ C   | Typ D   | Signal            |
| ------- | ------- | ------- | ----------------- |
| Pin 1   | Pin 2   | Pin 3   | TMDS Data2+       |
| Pin 2   | Pin 1   | Pin 4   | TMDS Data2 Schirm |
| Pin 3   | Pin 3   | Pin 5   | TMDS Data2−       |
| Pin 4   | Pin 5   | Pin 6   | TMDS Data1+       |
| Pin 5   | Pin 4   | Pin 7   | TMDS Data1 Schirm |
| Pin 6   | Pin 6   | Pin 8   | TMDS Data1−       |
| Pin 7   | Pin 8   | Pin 9   | TMDS Data0+       |
| Pin 8   | Pin 7   | Pin 10  | TMDS Data0 Schirm |
| Pin 9   | Pin 9   | Pin 11  | TMDS Data0−       |
| Pin 10  | Pin 11  | Pin 12  | TMDS Clock+       |

| Kontakt | Kontakt | Kontakt | Signal                                                    |
| Typ A   | Typ C   | Typ D   | Signal                                                    |
| ------- | ------- | ------- | --------------------------------------------------------- |
| Pin 11  | Pin 10  | Pin 13  | TMDS Clock Schirm                                         |
| Pin 12  | Pin 12  | Pin 14  | TMDS Clock−                                               |
| Pin 13  | Pin 14  | Pin 15  | CEC                                                       |
| Pin 14  | Pin 17  | Pin 2   | „reserviert“ (bis HDMI 1.3), HEC Data+ (ab HDMI 1.4)      |
| Pin 15  | Pin 15  | Pin 17  | SCL (I²C serieller Takt für DDC)                          |
| Pin 16  | Pin 16  | Pin 18  | SDA (I²C serielle Datenleitung für DDC)                   |
| Pin 17  | Pin 13  | Pin 16  | Masse für DDC / CEC / HEC                                 |
| Pin 18  | Pin 18  | Pin 19  | +5 V Versorgungsspannung (min. 55 mA)                     |
| Pin 19  | Pin 19  | Pin 1   | Hot-Plug-Erkennung (alle Versionen), HEC Data− (HDMI 1.4) |

## Kompatibilität

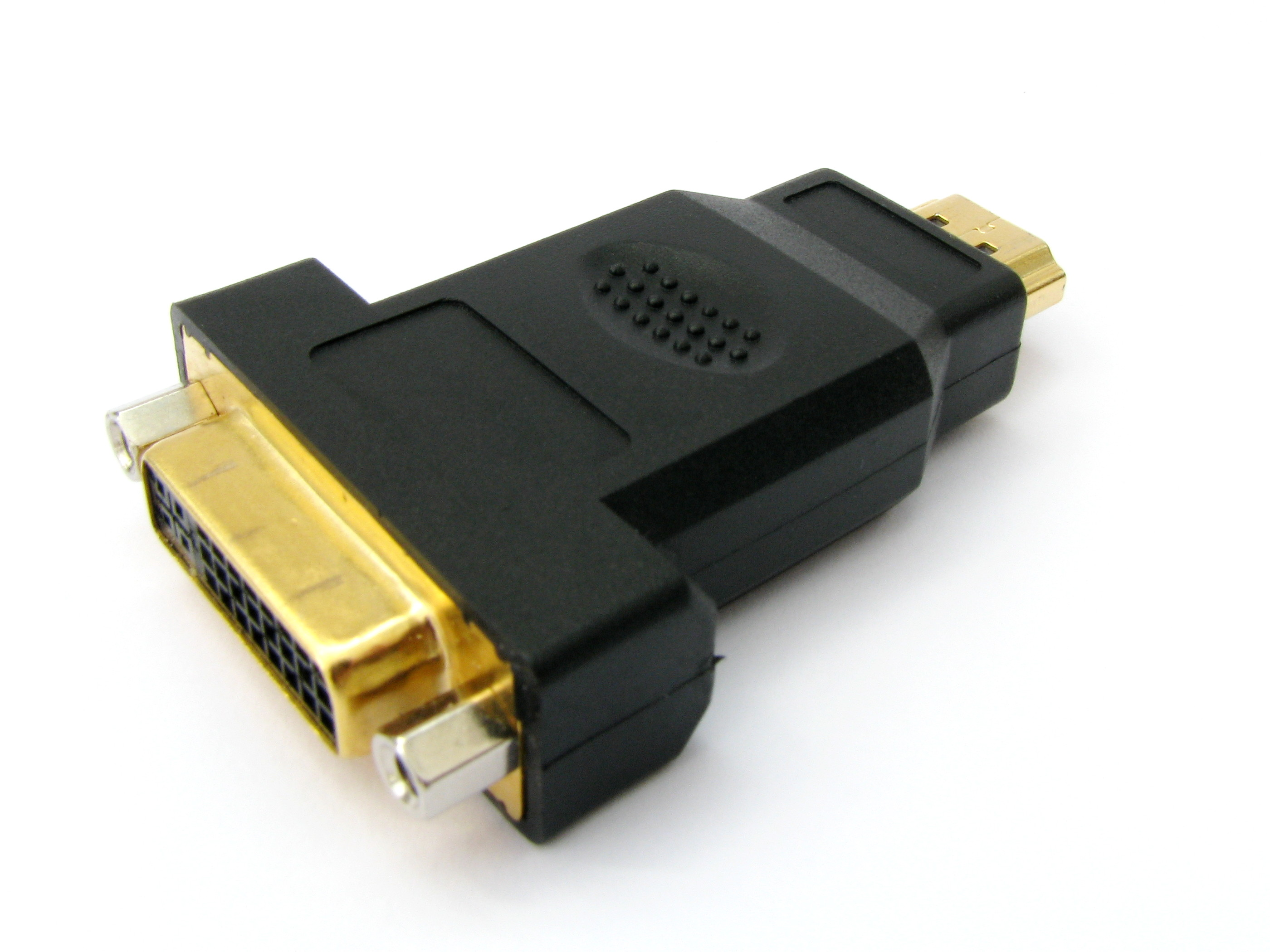
HDMI-DVI-Adapter (exakt: HDMI-Stecker auf DVI-I-Dual-Link-Buchse)

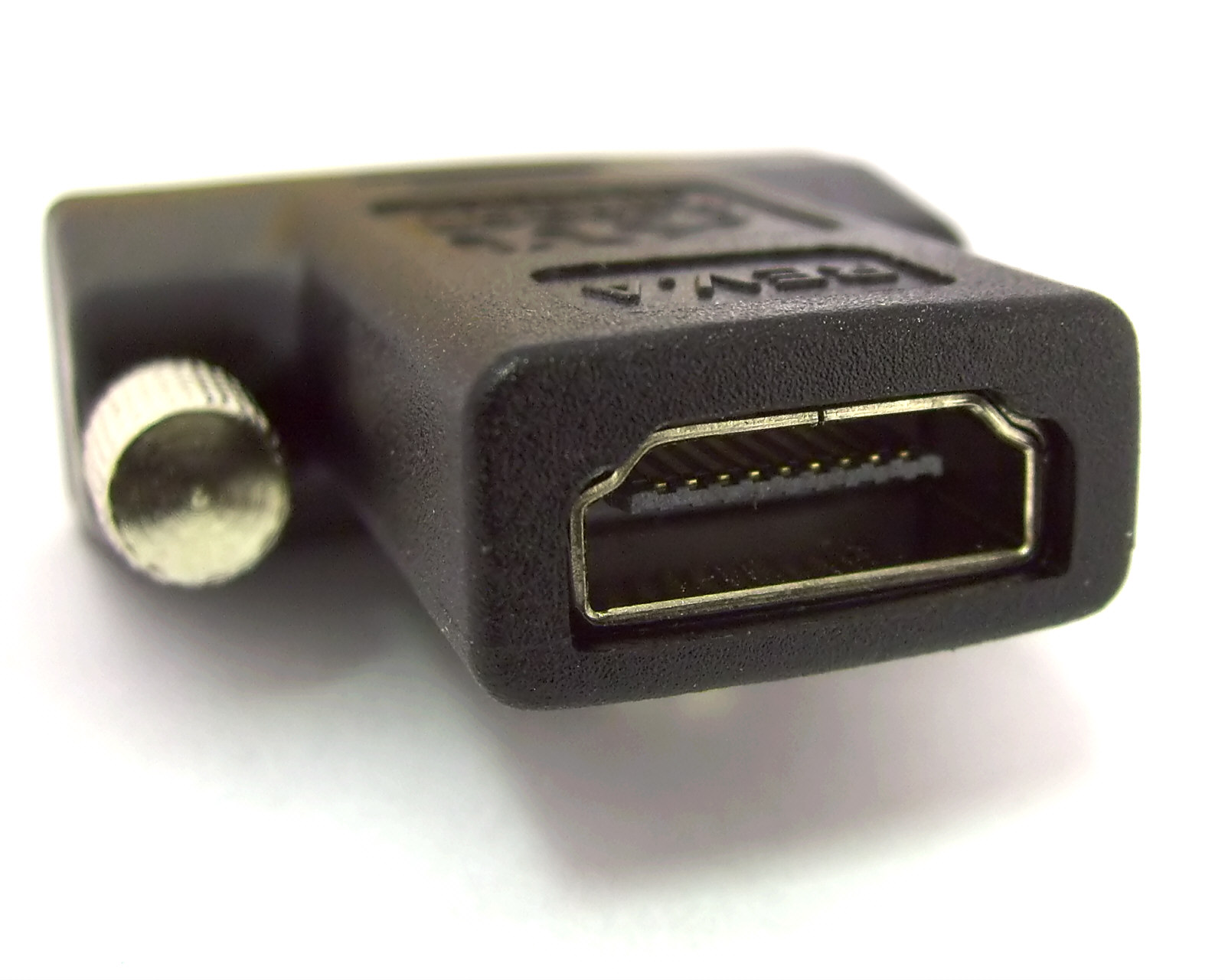
DVI-HDMI-Adapter (exakt: DVI-D-Single-Link-Stecker auf HDMI-Buchse)

HDMI ist DVI-Single-Link so ähnlich, dass es bei der Kompatibilität häufig nur Kontakte verbindende Adapter ohne Wandler erfordert. Professionelle Anwender bedienen sich dagegen schon seit Ende der 1990er Jahre der SDI-Schnittstelle. Der Kopierschutz HDCP wird gegebenenfalls vom Videomaterial-Hersteller (z. B. in CSS-codierten DVDs) über Steuerbits aktiviert und erfordert dann laut Vorschrift an beiden Schnittstellen einen Hardware-Chip, der das Videosignal auf der digitalen Ausgangsleitung kodiert bzw. anschließend im Display dekodiert. Ohne HDCP-Chip bleibt sonst der Bildschirm dunkel (oder zeigt nur farbiges Rauschen), außerdem kann in sogenannten HD-ready-Geräten noch eine evtl. vorhandene analoge Ausgangsschnittstelle (progressive Komponentensignale YPbPr) beeinflusst werden (z. B. nur Standardauflösung), um hochwertige Kopien zu verhindern.
Die DVI-Schnittstelle an HDCP-fähigen Videogeräten (z. B. DVD-Playern) ist daher nicht kompatibel zu DVI-Schnittstellen im Computerbereich, es sei denn, auf diesen Komponenten ist HDCP implementiert (was mit Stand vom Januar 2009 bei vielen PC-Flachbildschirmen der Fall ist). Bei derartigen Geräten, die einen DVI-Eingang mit HDCP-Unterstützung haben, kann mit einem Adapter von HDMI auf DVI das kopiergeschützte Bildsignal ausgegeben werden. Auch Audio kann über DVI ausgegeben und empfangen werden, das Audiosignal wird digital mit dem Bildsignal, wie bei HDMI auch, im TMDS-Signal übertragen.
Mittlerweile sind Grafikkarten mit HDMI-Schnittstelle auf dem Markt, die einen HD-Audio-Chip enthalten, um direkt über den HDMI-Ausgang der Grafikkarte auch Audiosignale mit ausgeben zu können. Dieser Audiochip erscheint im Betriebssystem als zweite Soundkarte und kann auch so genutzt werden. Dadurch können derart ausgestattete Computer im Bedarfsfall direkt mit einem Flachbildfernseher oder HD-Beamer verbunden werden. Das macht die Möglichkeiten des Heimkinos mit einem Home-Theater-PC noch interessanter.
Am 23. August 2005 wurde HDMI 1.2 offiziell verabschiedet, das vollständig abwärtskompatibel zu HDMI 1.0/1.1 ist. Als Erweiterung wurde ein 1 Bit-Audiostream aufgenommen, wie er beispielsweise bei der SACD Anwendung findet. Zudem wurden einige neue sekundäre Videoformate aufgenommen, um beispielsweise höhere Bildwiederholfrequenzen bis 240 Hz und mehr PC-übliche Videoformate zu unterstützen.
- Ein Problem hat sich beim Verbinden verschiedener Fabrikate von Wiedergabegeräten und Bildschirmen ergeben, weil die Industrie die digitalen Bildpegelformate „DVI-PC“ oder „DVI-Video“ (HDMI enthält das gleiche Videoformat wie DVI-Anschlüsse) oft in ihre Geräte implementiert hat, ohne an eine nachträgliche Umstellmöglichkeit zu denken. Der Unterschied: Während bei Computern (DVI-PC) die Helligkeitswerte von Y = 0 bis Y = 255 reichen, wird bei Heimelektronik (DVI-Video) ein Bereich unter- bzw. oberhalb der Schwarz- und Weißpegel reserviert (die Spezifikation ITU-601R definiert Schwarz mit Y = 16 und Weiß mit Y = 235). Nur manche Videoprojektoren und Flachbildschirme können per Einstellungsmenü zwischen PC-Level oder RGB („extended“/„erweitert“) und Video-Level oder YCbCr („Standard“/„normal“) umgestellt werden. Schwarz ist entweder zu hell oder untere Helligkeitsbereiche werden verschluckt (d. h. dunkle Bildbereiche werden ganz schwarz), der Weißpegel ist nicht maximal oder wird übersteuert, alles je nach Gerätekombination. Nur bei zufällig gleicher Auslegung des digitalen Videopegels in beiden Geräten stimmt der Kontrastumfang am HDMI-Eingang, der nicht durch Helligkeits- oder Kontrastregler änderbar ist.

- Ein weiteres Problem hat sich durch die neuen Tonformate wie DTS-HD oder Dolby TrueHD ergeben: Häufig schleifen Flachbildfernseher das HDMI-Audiosignal einfach über S/PDIF durch und machen es so für Soundreceiver zugänglich. Die Datenrate reicht derzeit nicht aus, um die neuen HD-Soundformate 1:1 zu übertragen. Bei DTS-HD wird hier der DTS Core mit 1509,75 kBit/s ausgegeben.[52] Bei anderen Formaten ist ein Echtzeit-Downmix von etwa 6144 kBit/s auf 1536 kBit/s vorgesehen, so dass auch über S/PDIF ein Signal ausgegeben werden kann. Grundsätzlich geht das jedoch mit entsprechend geringerer Tonqualität einher. Bei LPCM-Mehrkanalton würde nur ein AC3/DTS-Live-Encoder Abhilfe bringen.

## Alternative Multimedia-Schnittstellen
- DVI (Digital Visual Interface)
- SDI (Serial Digital Interface)
- UDI (Unified Display Interface)
- DisplayPort
- HDBaseT
- Thunderbolt